# Ernst Unger (Lebensmittelchemiker)
Ernst Unger (* 19. Dezember 1877 in Wesel; † nach 1933) war ein deutscher Lebensmittelchemiker und Senator in Danzig.

## Leben
Ernst Unger wurde in einem Ort Wesel geboren. Er besuchte die Mittelschule und das Gymnasium in Nordhausen am Harz und machte eine Ausbildung zum Apotheker von 1894 bis 1897. Danach arbeitete er als Apothekergehilfe an verschiedenen Orten. 1900 begann er ein Studium in München und beendete es 1901 mit einem Examen.
Danach war Unger als Einjähriger beim Militärdienst in München. 1904 absolvierte er ein Staatsexamen als Lebensmittelchemiker und promovierte zum Dr. phil.
Ernst Unger wurde 1909 Prokurist bei Kähler & Schuster Chemisch-Pharmazeutische Fabrik A. G. in Danzig. Während des Ersten Weltkriegs war er als Apotheker tätig.
Später wurde er Direktor von Kähler & Schuster A. G. und der Acrylen-Sauerstoff A. G. in Danzig. Er war ebenfalls in der Leitung des Allgemeinen Arbeitgeberverbandes der Stadt.
Anfang 1924 wurde Ernst Unger als Abgeordneter der Deutsch-Danziger Volkspartei in den Danziger Volkstag entsandt. Er wurde unbesoldeter Senator im Senat Sahm I von Januar bis Oktober 1924. Von 1927 bis 1933 war er Abgeordneter für die neue Nationalliberale Bürgerpartei im Volkstag. Sein weiteres Leben ist unbekannt.